# Diocèse de Tarawa et Nauru
Le diocèse de Tarawa et Nauru est un diocèse catholique qui relève de la province ecclésiastique de Suva. Il couvre l'ensemble des Kiribati et l'île de Nauru. L'évêque en est Mgr Simon Mani. Son siège se trouve à la cathédrale du Sacré-Cœur, à Tarawa-Sud, capitale des Kiribati.

## Territoire
Le diocèse couvre deux pays : les Kiribati et Nauru. Il existe 21 paroisses, une par atoll habité, et une paroisse à Nauru.

## Histoire
En 1897 est créé le vicariat apostolique des îles Gilbert, à partir du vicariat de Nouvelle-Poméranie, dont le siège est d'abord itinérant (initialement Nonouti en 1897), puis à partir de 1937 à Tanaeang sur Tabiteuea jusqu'en 1960, puis enfin à la cathédrale du Sacré-Cœur nouvellement bâtie de Teaoraereke depuis. Le vicariat sera transformé en diocèse lors de la création du diocèse de Tarawa en 1966 mais il existera un vicariat apostolique pour les îles de la Ligne, suffragant du diocèse jusqu'en 2006.
En 1978, le territoire du diocèse est étendu à Nauru et aux Tuvalu, désormais séparées des îles Gilbert (les îles Ellice étant peuplées presque exclusivement par des protestants). Les Tuvalu en sont détachées en 1982. À partir de cette date, le nouveau diocèse s'étend uniquement sur les Kiribati et Nauru.

## Cathédrale
La cathédrale du diocèse est la cathédrale du Sacré-Cœur, située dans le village de Teaoraereke, à Tarawa-Sud, la capitale gilbertine.